# Marussia MR01
De Marussia MR01 is een Formule 1-auto, die in 2012 wordt gebruikt door het Formule 1-team van Marussia.
De MR01 zou eigenlijk al deelnemen aan de laatste wintertest op het Circuit de Catalunya, maar de auto mocht niet deelnemen omdat het niet door de verplichte FIA-crashtests heenkwam.

## Onthulling
De MR01 werd op 5 maart 2012 onthuld op het circuit van Silverstone. De wagen wordt in de races bestuurd door Timo Glock en Charles Pic. Samen met de McLaren MP4-27 is het de enige auto voor 2012 die geen getrapte neus heeft.

## Technisch
| Details   | Details                   |
| --------- | ------------------------- |
| Ontwerper | Nick Wirth                |
| Motor     | Cosworth 2400 cc V8 (90°) |
| Brandstof | BP                        |
| Banden    | Pirelli                   |

## Resultaten
| Kleur  | Resultaat                              |
| ------ | -------------------------------------- |
| Goud   | Winnaar                                |
| Zilver | Tweede plaats                          |
| Brons  | Derde plaats                           |
| Groen  | Gefinisht (punten behaald)             |
| Blauw  | Gefinisht (geen punten behaald)        |
| Blauw  | Niet geklasseerd (NC)                  |
| Paars  | Uitgevallen (DNF)                      |
| Rood   | Niet gekwalificeerd (DNQ)              |
| Zwart  | Gediskwalificeerd (DSQ)                |
| Wit    | Niet gestart (DNS)                     |
| Blanco | Gewond (INJ)                           |
| Blanco | Uitgesloten (EX)                       |
| Blanco | Teruggetrokken (WD) / Niet deelgenomen |
| P      | Poleposition                           |
| S      | Snelste ronde                          |

(vetgedrukte resultaten zijn pole position en schuin gedrukte resultaten zijn snelste rondes)
| Jaar | Chassis | Motor              | Banden | Coureurs    | 1   | 2   | 3   | 4   | 5   | 6   | 7   | 8   | 9   | 10  | 11  | 12  | 13  | 14  | 15  | 16  | 17  | 18  | 19  | 20  | Punten | WK-plaats |
| ---- | ------- | ------------------ | ------ | ----------- | --- | --- | --- | --- | --- | --- | --- | --- | --- | --- | --- | --- | --- | --- | --- | --- | --- | --- | --- | --- | ------ | --------- |
| 2012 | MR01    | Cosworth CA2012 V8 | P      |             | AUS | MAL | CHN | BHR | ESP | MON | CAN | EUR | GBR | GER | HUN | BEL | ITA | SIN | JPN | KOR | IND | ABU | USA | BRA | 0      | 11e       |
| 2012 | MR01    | Cosworth CA2012 V8 | P      | Timo Glock  | 14  | 17  | 19  | 19  | 18  | 14  | DNF | DNS | 18  | 22  | 21  | 15  | 17  | 12  | 16  | 18  | 20  | 14  | 19  | 16  | 0      | 11e       |
| 2012 | MR01    | Cosworth CA2012 V8 | P      | Charles Pic | 15  | 20  | 20  | DNF | DNF | DNF | 20  | 15  | 19  | 20  | 20  | 16  | 16  | 16  | DNF | 19  | 19  | DNF | 20  | 12  | 0      | 11e       |

Red Bull RB8 ·
McLaren MP4-27 ·
Ferrari F2012 ·
Mercedes F1 W03 ·
Lotus E20 ·
Force India VJM05 ·
Sauber C31 ·
Toro Rosso STR7 ·
Williams FW34 ·
Caterham CT01 ·
HRT F112 ·
Marussia MR01